# You Owe It All to Me
You Owe It All to Me is een nummer van de Schotse band Texas uit 1993. Het is de tweede single van hun derde studioalbum Ricks Road.
"You Owe It All to Me" leverde Texas een bescheiden hit op in het Verenigd Koninkrijk, waar het de 39e positie bereikte. Buiten het Verenigd Koninkrijk haalde de plaat geen hitlijsten.

## Tracklijst
7"
1. "You Owe It All to Me"
2. "Don't Help Me Through"

CD1
1. "You Owe It All to Me"
2. "Don't Help Me Through"
3. "Make Me Want to Scream"
4. "Strange That I Want You"

CD2
1. "You Owe It All to Me"
2. "I Don't Want a Lover"
3. "So Called Friend"
4. "Revolution"